# Veinte de Noviembre, Ocosingo
Veinte de Noviembre är en ort i Mexiko.   Den ligger i kommunen Ocosingo och delstaten Chiapas, i den sydöstra delen av landet, 900 km öster om huvudstaden Mexico City. Veinte de Noviembre ligger 218 meter över havet och antalet invånare är 264.
Terrängen runt Veinte de Noviembre är kuperad åt nordost, men åt sydväst är den platt. Veinte de Noviembre ligger nere i en dal. Runt Veinte de Noviembre är det glesbefolkat, med 16 invånare per kvadratkilometer. Närmaste större samhälle är Nueva Palestina, 18,2 km söder om Veinte de Noviembre. I omgivningarna runt Veinte de Noviembre växer i huvudsak städsegrön lövskog.